# بیسمون
بیسمون (به عربی: بیسمون) یک روستای کوچک فلسطینی، واقع ۱۶٫۵ کیلومتری شمال شرق صفد.